# مصعب بن رزیق
مصعب بن رزیق، جد طاهر بن حسین دبیر سلیمان کثیر خزاعی،
داعی عباسی بود.
طاهریان در ابتدا به پاداش خدمتشان به عباسیان در مشرق خراسان وسیستان به حکومت رسیدند. مصعب عامل پوشنگ و احتمالاً هرات بود؛ و در سال 160 ه‍.ق عامل خلیفه مهدی عباسی در پوشنگ بود و در آن سال توسط یوسف ابن ابراهیم البرم الثقفی، یاغی خارجی از آن شهر بیرون رانده شد.
بعدها حسین و طاهر بن حسین پسر و نوهٔ مصعب به حکومت پوشنگ دست یافتند.
منابع متفق القول هستند که طاهریان ایرانی هستند و نسبت خزاعی را هم از آن جهت بدست آورده بودند که از موالی قبیلهٔ عرب خزاعی بودند